# Virginia Slims of Arizona 1986
Il Virginia Slims of Arizona 1986 è stato un torneo di tennis giocato sul cemento. È stata l'11ª edizione del torneo, che fa parte del Virginia Slims World Championship Series 1986. Si è giocato a Phoenix negli USA, dal 24 al 30 marzo 1986.

## Campionesse

### Singolare
Beth Herr ha battuto in finale  Ann Henricksson con il punteggio di 6–0, 3–6, 7–5

### Doppio
Susan Mascarin /  Betsy Nagelsen hanno battuto in finale  Linda Gates /  Alycia Moulton con il punteggio di 6–3, 5–7, 6–4